# Gemmules
Cet article concerne le mécanisme de l'hérédité. Pour les autres sens du mot (botanique, zoologie, évolution), voir Gemmule.
Les Gemmules sont les particules hypothétiques porteuses de l'hérédité, imaginées par Charles Darwin dans le cadre de sa théorie de la Pangenèse. Le concept de gemmules apparaît pour la première fois dans son ouvrage de 1868 De la variation des animaux et des plantes à l'état domestique paru neuf ans après son œuvre fondatrice L'Origine des espèces.

## L'hypothèse des gemmules
Les gemmules, appelées aussi plastitudes ou pangènes, étaient supposées être des particules abritées dans les divers organes et transportées par la circulation sanguine jusqu'aux organes de la reproduction. Elles étaient supposées s'accumuler dans les cellules reproductrices, ou gamètes. Cette hypothèse tentait une explication pour justifier la transmission des caractères acquis, postulée par Jean-Baptiste Lamarck, caractères acquis par la fonction avant d'être intégrés dans le génome et que Darwin supposait être à l'origine de la variation des organismes vivants.
Cette théorie est postérieure de deux années à la découverte des lois de l'hérédité par Mendel, publiée en 1866 et qui devinrent, après leur redécouverte en 1900, le modèle communément admis en génétique.

## Citation: la définition par Darwin des gemmules et de la pangenèse
« 
On admet universellement que les cellules ou les unités qui constituent le corps se multiplient par division spontanée ou par prolifération tout en conservant la même nature, et qu'elles se convertissent ultérieurement pour former les diverses substances et les divers tissus qui composent le corps. Mais, à côté de ce mode de multiplication, je suppose que les unités engendrent des petits granules qui se dispersent dans le système tout entier ; que ces granules, quand ils reçoivent une nutrition suffisante, se multiplient par division et se développent ultérieurement en cellules semblables à celles dont ils dérivent. Nous pourrions donner à ces granules le nom de gemmules. Émises par toutes les parties du système, ces gemmules se réunissent pour former les éléments sexuels et leur développement dans la génération suivante constitue un être nouveau ; mais elles peuvent également se transmettre à l'état latent à des générations futures et se développer alors. Ce développement dépend de leur union avec d'autres gemmules partiellement développées, ou des cellules naissantes qui les précèdent dans le cours régulier de la croissance. […] Je suppose que ces gemmules sont émises par chaque unité, non seulement pendant l'état adulte, mais aussi pendant chaque phase du développement, mais non pas nécessairement pendant toute l'existence de la même unité. Je suppose enfin que les gemmules à l'état latent ont une affinité mutuelle les unes pour les autres, d'où résulte leur agrégation en bourgeon ou en élément sexuel. Ce ne sont donc pas les organes reproducteurs ou les bourgeons qui engendrent de nouveaux organismes, mais les unités dont chaque individu est composé. Ces suppositions constituent l'hypothèse provisoire que je désigne sous le nom de pangenèse.
 »
— Charles Darwin, De la variation des animaux... Traduction française, 1880, Tome II, pp. 392-393

## La réfutation de l'hypothèse des gemmules
Francis Galton entreprit sur des lapins des expériences qu'il espérait devoir corroborer l'hypothèse de son cousin, mais les résultats négatifs de ses études le conduisirent à réfuter la réalité des gemmules.